# Manuel Ciavatta
Manuel Ciavatta (nacido el 27 de diciembre de 1976) es un político sanmarinés que desde el 1 de octubre de 2022 hasta el 1 de abril de 2023 se despeñó como Capitán Regente de la Serenísima República de San Marino junto a Maria Luisa Berti.

## Biografía
Ciavatta tiene una licenciatura en ingeniería civil de la Universidad de Bolonia, pero también una licenciatura en Teología Sagrada.
Es miembro del Partido Demócrata Cristiano Sanmarinense, donde se desempeña como secretario político adjunto. Sirvió en la XXVIII legislatura del Gran Consejo General de 2012 a 2016 y nuevamente en la XXX legislatura desde 2019. Es un apasionado de la enseñanza y la educación y se desempeña como profesor de física y tecnología en el Centro de Formación Profesional y Educación Técnica de la Escuela Secundaria Fonte dell'Ovo.
El 16 de septiembre de 2022, el Gran Consejo General lo eligió a él y a María Luisa Berti como Capitanes Regentes de San Marino para servir del 1 de octubre de 2022 al 1 de abril de 2023.